# جهري (البيضاء)

تعديل مصدري - تعديل

جهري هي إحدى قرى عزلة ال هصيص بمديرية البيضاء التابعة لمحافظة البيضاء، بلغ تعداد سكانها 1467 نسمة حسب تعداد اليمن لعام 2004.